# Липівка (Кропивницький район)
Ли́півка — село в Україні, в Олександрівській селищній громаді Кропивницького району Кіровоградської області. Населення становить 41 осіб.

## Населення
Згідно з переписом УРСР 1989 року чисельність наявного населення села становила 56 осіб, з яких 20 чоловіків та 36 жінок.
За переписом населення України 2001 року в селі мешкала 41 особа. 100 % населення вказало своєю рідною мовою українську мову.